# Diakonin

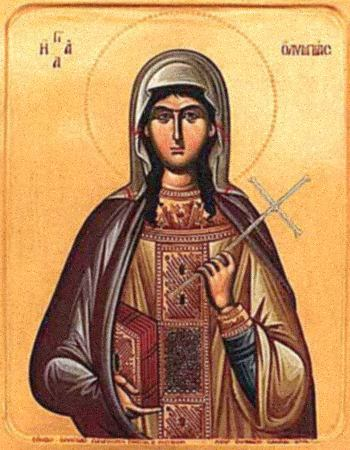
Ikone der heiligen Olympias von Konstantinopel (368–408), frühchristliche Diakonin

Eine Diakonin (von altgriechisch diákonos „Diener, Helfer“) bekleidet ein geistliches Amt innerhalb der Kirche, den Diakonat. Diakoninnen gibt es in verschiedenen Kirchen, in denen auch Frauen ordiniert werden, beispielsweise in den meisten evangelischen, anglikanischen und alt-katholischen Kirchen. Die römisch-katholischen und die orthodoxen Kirchen weihen keine Diakoninnen, mit Ausnahme der Kirche von Griechenland. 2004 entschied die Heilige Synode der Kirche Griechenlands, dort nach Maßgabe des jeweiligen Ortsbischofs Frauen zum Diakonat zuzulassen.
Eine Diakonin übt wie ein Diakon ein kirchliches Amt aus und ist in einer Kirchengemeinde im Auftrag des Landesbischofs tätig. Sie ist dem Gemeindeleiter unterstellt. Die Hauptaufgabe einer Diakonin ist die Verbindung von Seelsorge und sozialer Tätigkeit, beispielsweise Alten- und Krankenseelsorge. Biblische Quellen (etwa Apostelgeschichte 6,1–7 ) lassen darauf schließen, dass der Diakonat nur für Männer vorgesehen war. Verschiedene frühchristliche Zeugnisse wie die apostolischen Konstitutionen legen nahe, dass es in der frühen Christenheit auch Diakoninnen gab, das Amt aber (für Männer wie Frauen) keine Vorstufe zum Priesteramt, sondern ein eigenständiger Dienst war.
Im frühen Christentum wurde der Dienst der Diakonin (in älterer Literatur auch Diakonisse genannt) von Frauen ausgeübt, wie etwa die Didaskalia Apostolorum des 3. Jahrhunderts bezeugt, und war laut Evangelos Theodorou bis zum Fall Konstantinopels im 15. Jahrhundert weit verbreitet. Die Weihe von Frauen in der Westkirche war hingegen seltener und endete im 11. Jahrhundert mit der Besetzung des römischen Episkopats mit deutschen Päpsten. Die Diakonin entsprach im geistlichen Rang einem Diakon und hatte – vom Altardienst abgesehen – ähnliche Aufgaben. So wirkten Diakoninnen bei der Vorbereitung und Taufe der weiblichen Katechumenen mit, weil der Taufvorgang damals durch Untertauchen und Salbung des ganzen Körpers erfolgte.

## Frühe Geschichte

### Biblische Zeugnisse
Auch wird in der Bibel eine Frau erwähnt, die das Amt eines Diakons ausübt: Phoibe (Phöbe), die Diakonin von Kenchreai, die den Römern den Brief des Paulus überbringt (Römer 16,1 ). In der Einheitsübersetzung wird sie als „Dienerin“ bezeichnet. Der Brief, der Jahre, wenn nicht Jahrzehnte vor dem erwähnten 1. Brief an Timotheus von Paulus verfasst wurde, stammt aus einer Zeit, in der es noch keine klar definierten Ämter in der Frühkirche gab. Vielmehr wurden zunächst in der heidnischen Umwelt bestehende Begriffe wie „diakonos“ (Diener) und „episkopos“ (Aufseher) übernommen, die Bezeichnungen waren also noch nicht „geschützt“ bzw. mit dem späteren Bedeutungsgehalt aufgeladen. Auch Paulus selbst bezeichnete sich selbst zuweilen als „Diakon“ oder nennt die Falschapostel „Diakone des Teufels“.

Im ersten Timotheusbrief findet sich in den Anforderungen an Diakone eine kryptische Formulierung (1. Tim 3,8–12 ): 
Ebenso müssen Diakone sein: achtbar, nicht doppelzüngig, nicht dem Wein ergeben und nicht gewinnsüchtig; sie sollen mit reinem Gewissen am Geheimnis des Glaubens festhalten. Auch sie soll man vorher prüfen, und nur wenn sie unbescholten sind, sollen sie ihren Dienst ausüben. Ebenso müssen Frauen ehrbar sein, nicht verleumderisch, sondern nüchtern und in allem zuverlässig. Diakone sollen Männer einer einzigen Frau sein und ihren Kindern und ihrem eigenen Haus gut vorstehen.
Bei den hier erwähnten Frauen dürfte es sich jedoch um die Ehefrauen der Diakone handeln – es wäre unverständlich, warum man für weibliche Diakone eigene Verhaltensregeln, die denen der Männer außerdem sehr ähnlich sind, bestimmt, andere Bestimmungen (etwa das für Diakone zentrale „Festhalten am Glauben“ oder das Verhalten in der Familie) jedoch nur für die Männer normiert.

### Außerbiblische Zeugnisse
Außerbiblisch erwähnt Plinius um 112 n. Chr. zwei weibliche Diakone. Sowohl Clemens von Alexandria als auch Origenes interpretieren Paulus so, dass es männliche und weibliche Diakone gegeben habe.
In der syrischen Didaskalie (Gemeindeordnung) werden noch vor dem Jahr 250 Diakoninnen mit deren Aufgabenbereich beschrieben. An einem theologischen Vergleich wird dort deutlich, dass es sich um ein hierarchisches Amt handelt, der Bischof wird mit Gott Vater verglichen, der Diakon mit dem Sohn und die Diakonin mit dem Heiligen Geist, der in der semitischen Sprache weiblich ist. „Für die Priester blieb da kein Platz mehr, sie werden mit den Aposteln verglichen“.
Weitere bekannte Diakoninnen waren Makrina die Jüngere, die ältere Schwester von Basilius von Caesarea und Gregor von Nyssa, Olympias von Konstantinopel und Radegundis.
Im vierten, fünften und sechsten Jahrhundert werden Diakoninnen von allen führenden Kirchenvätern des Ostens erwähnt, und in den Kirchenannalen werden zahlreiche Diakoninnen namentlich erwähnt. Die Constitutiones Apostolorum heben die Bedeutung der Diakoninnen in der Liturgie, in der Caritas und in der Verkündigung des Evangeliums hervor. Der Diakonat galt als ehrenvolles Amt, dem zahlreiche begabte Frauen von hohem Rang angehörten. In der Hagia Sophia gab es unter Justinian I. vierzig Diakoninnen; kleinere Gemeinden hatten bis zu sechs Diakoninnen.
In der byzantinischen Kirche gab es bis zum 12. Jahrhundert Diakoninnen, in der Westkirche, wo sie allgemein weniger vertreten waren, bis zum 8. Jahrhundert. Mit der Entwicklung des Diakonats hin zu einer Ausprägung des dreigliedrigen Weiheamtes fand die bisherige Praxis ihr Ende. Die in diesen Zeiten immer seltenere Taufe von erwachsenen Frauen bedeutete zugleich den fast vollständigen Wegfall des wichtigsten Aufgabengebietes der Diakonin.

### Aufgaben
Die Didaskalia Apostolorum (Syrien, um 280), Kapitel XVI, sagt:

„Deshalb, o Bischof, sollst du um dich Arbeiter der Gerechtigkeit berufen, die dir lebenslange Helfer sind. Unter allen Leuten sollst du die, die dir gut erscheinen, als Diakone wählen und berufen, einen Mann, um viele nötige Dinge zu tun, und eine Frau für den Dienst an den Frauen. Denn es gibt Häuser, wohin du den Diakon nicht zu Frauen senden kannst wegen der Heiden, sondern du sollst die Diakonin senden. Denn es ist auch in vielen andern Dingen das Amt einer Frau erforderlich. (85,4)“

Diese Quelle zeigt, dass Diakoninnen spezifisch für solche Dienste notwendig waren, bei denen ein Mann aus sittlichen Gründen nicht eingesetzt werden konnte. Dazu gehörten:
- der Beistand bei der Taufe erwachsener Frauen: „Es ist erforderlich, dass die, die in das Taufbecken hinein gehen, von einer Diakonin mit dem Salböl gesalbt werden.“ (85,13) Der Hintergrund ist hier die Ganzkörpersalbung vor der Taufe.
- die Instruktion neugetaufter Frauen: „Wenn die Getaufte aus dem Wasser kommt, soll die Diakonin sie empfangen und sie lehren, wie das Siegel der Taufe in Keuschheit und Heiligkeit ungebrochen bleibt.“ (85,22) Hierzu gehörten auch klare Worte zu sexuellen Dingen, deshalb kam ein Mann für dieses Gespräch nicht in Frage.
- das Überbringen von Botschaften des Bischofs an Frauen (85,33)
- Kranke und Arme zu betreuen (85,33)

### Ordination
Diakone wurden schon in der frühen Kirche ordiniert und zum Klerus gezählt. Die ökumenischen Konzilien von Nicaea (325), Chalcedon (451) und die Trullanische Synode (692) erwähnen die Ordination von Diakonen. Ob das auch für Diakoninnen galt, gilt in der Theologie als umstritten (siehe Frauenordination).
In der Apostolischen Konstitution werden Diakoninnen erwähnt, und zwar nach den Diakonen und vor den Subdiakonen. Diakoninnen wurden ordiniert, indem ihnen der Bischof in Gegenwart der Priester, Diakone und Diakoninnen die Hände auflegte (Cheirotonie) und dasselbe Weihegebet wie bei der Diakonenweihe sprach.

## Gegenwart

### Evangelische Kirchen
Seit Ende der 1960er Jahre werden neben Diakonen auch Diakoninnen ausgebildet. Die erste Diakonin machte ihre Ausbildung in Hamburg, doch auch die anderen Diakonenausbildungsstätten ließen im Verlauf der nächsten 20 Jahre Frauen zur Ausbildung zu. Diakoninnen erhalten neben der theologischen auch eine sozialpädagogische oder pflegerische Ausbildung, ebenso wie die Diakone. Die Ausbildung ist in den Landeskirchen unterschiedlich geregelt, sie dauert zumeist zwischen drei und fünf Jahren. Die Diakone und Diakoninnen in den Landeskirchen werden in ihren Dienst „eingesegnet“. Der Verband evangelischer Diakonen- und Diakoninnengemeinschaften in Deutschland e. V. (VEDD) setzt sich für die Förderung des Profils des kirchlichen Amts und des Berufsbilds des Diakons / der Diakonin durch Aus-, Fort- und Weiterbildungen ein, damit die theologische und sozial-fachliche Kompetenz wirkungsvoll als kirchlicher Dienst in der Welt gestaltet werden kann. Diakoninnen sind nicht zu verwechseln mit den Diakonissen.

### Freikirchen
Die Situation in den Freikirchen ist bezogen auf die Diakoninnen sehr unterschiedlich. Viele Freikirchen haben in den letzten Jahrzehnten neben den Diakonissen, deren Anzahl stark sinkt, auch Diakoninnen eingestellt. Im Bund Evangelisch-Freikirchlicher Gemeinden sind die Diakone und Diakoninnen in einem Verband organisiert. Diakoninnen gibt es darin seit 1979. Seit 2003 werden Diakone und Diakoninnen innerhalb dieses Bundes nicht nur angestellt, sondern auch ordiniert. Die Aufgabenbereiche umfassen Jugendarbeit, Seniorenarbeit, Frauenarbeit, Krankenbesuche und Krankenpflege, Beratung in sozialen Angelegenheiten, Leitung von Bibelkreisen und vieles mehr. Damit sind sie vom Aufgabenbereich etwa mit einem katholischen Gemeindereferenten vergleichbar.

### Römisch-katholische Kirche
Über die Möglichkeit einer Wiedereinführung des altkirchlichen Diakonats der Frauen wird seit längerem vor allem in der westlichen Welt diskutiert. Die Lehre der katholischen Kirche schließt die Ordination von Frauen aus. Das Weihesakrament umfasst drei geordnete Stufen: den Diakonat (Diakonweihe), den Presbyterat (Priesterweihe) und den Episkopat (Bischofsweihe), wobei nur in letzterem als höchster Weihestufe die Fülle des Sakraments vereint ist. Nach katholischer Lehre kann das Weihesakrament nur von einem Mann gültig empfangen werden.
Im Jahr 1975 schlug die Würzburger Synode, an der auch alle deutschen Bischöfe beteiligt waren, dem Papst vor, die Frage des Diakonats der Frau entsprechend den gegenwärtigen theologischen Erkenntnissen zu prüfen und Frauen angesichts der pastoralen Situation womöglich zur Diakonatsweihe zuzulassen.
Beim Studientag der Frühjahrsvollversammlung der Deutschen Bischofskonferenz machte Walter Kardinal Kasper im Februar 2013 in einem Vortrag den Vorschlag einer Benediktion, vergleichbar der einer Äbtissin. Im Sinne der Tradition könne diese auch mit der Jungfrauenweihe verbunden werden. Erzbischof Robert Zollitsch sprach sich im April 2013 ebenfalls für einen spezifischen Dienst für Frauen aus. Gegen die Ordination von Frauen zum Diakonat wandten sich etwa der Regensburger Bischof Rudolf Voderholzer und der Münchener Erzbischof Reinhard Kardinal Marx.
Als Gründe für die Zulassung von Frauen zu den Weiheämtern werden der Priestermangel angeführt, weiterhin die innerkirchliche Aufwertung der Frauen und die grundsätzliche Gleichstellung der Frau in anderen Lebensbereichen. Als Gründe dagegen werden genannt: das Vorbild Christi, der nur Männer zu Aposteln wählte, die konstante Praxis der Kirche, die in der ausschließlichen Wahl von Männern Christus nachahmt, und das Lehramt, das an diesem göttlichen Gebot festhalte.
Diese Gründe werden zunehmend nicht mehr anerkannt. „Für viele Theologen ist bereits lange klar, dass es keine gravierenden theologischen Hindernisse gibt, den Frauen den Zugang zur Ordination zu ermöglichen“, stellt der Theologe und Religionssoziologe Paul Zulehner fest. Auch die behauptete „konstante Praxis der Kirche“ beim Diakonat, die mittlerweile Gegenstand vielfacher Forschung ist, scheint sich nicht belegen zu lassen; es gibt deutliche Hinweise darauf, dass Diakoninnen über lange Zeit in der katholischen Kirche ordiniert und geweiht wurden.
Am 12. Mai 2016 kündigte Papst Franziskus bei einer Audienz für Ordensfrauen die Einrichtung einer Kommission an, durch die das Diakonat der Frau in der Urkirche wissenschaftlich noch einmal genau untersucht werden solle. Am 1. August 2016 gab der Heilige Stuhl die Einsetzung der Kommission bekannt, die von Erzbischof Luis Francisco Ladaria Ferrer SJ geleitet wurde, aber nach Aussage von Papst Franziskus im Mai 2019 zu keinem einhelligen Ergebnis geführt habe. Bei der Amazonassynode im Oktober 2019 wurde die Zulassung von Frauen zum Diakonat mehrfach gefordert, aber vom Papst in seinem nachsynodalen Schreiben Querida Amazonia nicht aufgegriffen. Am 8. April 2020 wurde in Rom bekanntgegeben, dass Papst Franziskus eine eigene Studienkommission unter Leitung von Kardinal Giuseppe Petrocchi eingerichtet habe, der fünf Frauen und fünf Männer angehören.
Mittlerweile setzen sich immer mehr Frauenorden, Reformbewegungen und Theologen in aller Welt für den Zugang der Frauen zum Diakanat ein. Der Synodale Weg in Deutschland hat dies 2023 mit einer Mehrheit von 93 % der Synodalen und 80 % der Bischöfe gefordert. Seither «scheint sich der Vatikan im Kreis zu drehen », wie u. a. der überraschende Ausschluss dieses Themas auf der Weltsynode im Oktober 2024 zeigt.

### Altkatholische Kirchen
In den siebziger Jahren hatte die Bischofskonferenz der Utrechter Union nach heftigen Debatten die Nichtzulassung von Frauen zum apostolischen Amt des Diakons, Priesters und Bischofs bekräftigt. Die Begründung lautete, Jesus habe nur Männer zu Aposteln berufen, somit seien Frauen nicht in sakramentalen Ämtern zugelassen.
1982 jedoch stellte die Internationale Bischofskonferenz fest, dass dem Diakonat der Frau nichts im Wege stehe, eine Wiedereinführung wurde den Ortskirchen überlassen. Die erste Diakonin in der Schweiz wurde 1987 ordiniert, die erste in Deutschland 1988, die erste in Österreich 1991. Seit 1996 werden in den Alt-katholischen Kirchen der Utrechter Union auch Priesterinnen geweiht. Im Jahre 2023 wurde im Alt-Katholischen Bistum Österreich die erste katholische Bischöfin der Utrechter Union ins Amt gewählt. In der abgespaltenen Katholischen Kirche der Mariaviten fanden Weihen von Frauen in alle Ämter ab den 1930ern statt.

### Orthodoxe Kirchen
Das Diakonissenamt war zu byzantinischen Zeiten relativ weit verbreitet, verschwand jedoch nach dem Ende des byzantinischen Reiches nahezu. Diakonissen können sowohl sakramental, als auch nicht sakramental geweiht werden, wobei eine sakramentale Weihe heute im Gegensatz zur byzantinischen Zeit sehr selten ist. In seltenen Fällen wurden aber auch in der Neuzeit Diakonissen sakramental geweiht, so zum Beispiel im 20. Jahrhundert vom Heiligen Nektarios und dem ehemaligen Athener Erzbischof Christodoulos.
In einigen orthodoxen Kirchen wird heute über eine allgemeine Wiedereinführung diskutiert. Seit 2004 sind in den orthodoxen Kirchen in Griechenland, soweit der jeweilige Ortsbischof einverstanden ist, Diakoninnen durch Entscheid der Heiligen Synode zugelassen. Das Griechisch-Orthodoxe Patriarchat von Alexandria und ganz Afrika beschloss im November 2016 die Wiedereinführung des Diakonates der Frauen für den Bereich der orthodoxen Kirchen in Afrika. Theodoros II., der griechisch-orthodoxe Patriarch von Alexandrien, weihte daraufhin 2017 fünf Frauen, drei Nonnen und zwei Katechetinnen, zu Diakoninnen. Sie sollen in der Mission im afrikanischen Katanga wirken, insbesondere bei Erwachsenentaufen, kirchlichen Trauungen und in der Katechese.